# Слизневидки
Слизневидки или бабочки-мокрицы (лат.) — семейство разноусых чешуекрылых.

## Этимология названия
Название дано из-за того, что гусеницы представителей этого семейства больше похожи на слизней, чем на гусениц.

## Описание
Мелкие, иногда средней величины, бабочки с широкими крыльями. Хоботок имаго редуцирован. Бабочки активны в сумерках и ночью. Тело гусениц широкое, уплощенное. Гусеницы напоминают слизней. Вместо брюшных ног у них имеется восемь пар присосок. Гусеницы многоядны, ряд видов могут повреждать плодовые садовые культуры. Периодически дают вспышки массового размножения. Окукливаются в бочковидном коконе. Зимуют куколки.

## Систематика
Включает в себя около 400 родов и 1000 видов. Наиболее многочисленно семейство представленное в тропиках. На территории России обнаружены 17 видов слизневидок из 13 родов.

### Классификация
- Apoda (Haworth, 1809)
- Barabashka Solovyev & Witt, 2009[3]
- Chidocampa (Hübner)
- Doratifera (Clemens)
- Heterogenea (Knodi)
- Parasa (Clemens)
- Rhobetron (Hübner)
  - Phobetron pithecium
- Sibine (Hübner)
  - Sibine stimulea
- Fignya (Solovyev & Witt, 2009)[4]
  - Fignya melkaya

### Виды, обитающие в России
- Apoda limacodes (Hufnagel, 1766) — европейская часть России и Северный Кавказ; Европа и Закавказье.
- Austrapoda dentatus (Oberthür, 1879) — юг Амурской области, Еврейская АО, юг Хабаровского края (на север до Киселёвки), Приморский край; Корея, Япония.
- Ceratonema christophi (Graeser, 1888) — юг Амурской области, Еврейская АО, юг Хабаровского края (на север до Киселёвки), Приморский край; Корея.
- Chibaraga banghaasi (Hering et Hopp, 1927) — юг Хабаровского края (на север до окрестностей Хабаровска), Приморский край; Северо-Восточный Китай, Корея.
- Heterogenea asella ([Denis et Schiffermüller], 1775) — европейская часть России, юг Амурской области, Еврейская АО, юг Хабаровского края (на север до Киселёвки), Приморский край, Кунашир; Европа, Закавказье, Иран, Восточный Китай, Корея, Япония.
- Kitanola uncula (Staudinger, 1887) — юг Амурской области, Еврейская АО, юг Хабаровского края (на север до Комсомольска-на Амуре), Приморский край, Южный Сахалин, Кунашир; Корея, Япония.
- Microleon longipalpis Butler, 1885 — юг Хабаровского края (на север до окрестностей Хабаровска), Приморский край; Корея, Япония.
- Monema flavescens Walker, 1855 — юг Амурской области, Еврейская АО, юг Хабаровского края (на север до Комсомольска-на-Амуре), Приморский край; Северный Китай, Корея, Япония.
- Narosoideus flavidorsalis (Staudinger, 1887) — юг Хабаровского края (районы южнее Хабаровска), Приморский край; Северный Китай, Корея, Япония.
- Narosoideus fuscicostalis (Fixsen, 1887) — юг Амурской области, юг Хабаровского края (на север до окрестностей Хабаровска), Приморский край; Северный Китай, Корея.
- Neothosea suigensis (Matsumura, 1931) — юг Хабаровского края, юг Приморского края; Корея.
- Parasa consocia Walker, 1865 — Еврейская АО, юг Хабаровского края (на север до окрестностей Хабаровска), Приморский край; Китай, Тайвань, Корея, Япония.
- Parasa hilarula (Staudinger, 1887) (ранее в российской литературе указывался как Parasa sinica auct.) — юг Амурской области, Еврейская АО, юг Хабаровского края (на север до Тугура, Шантарских островов и Комсомольска-на-Амуре), Приморский край, Кунашир; Корея, Япония.
- Parasa sinica Moore, 1877 (ранее в российской литературе указывался как Parasa hilarata Staudinger, 1887) — юг Амурской области, Еврейская АО, юг Хабаровского края (на север до Киселёвки), Приморский край; Корея, Китай, Тайвань, Северный Таиланд.
- Phrixolepia sericea Butler, 1877 — юг Амурской области, Еврейская АО, юг Хабаровского края (на север до Киселёвки), Приморский край; Корея, Япония.
- Pseudopsyche dembowskii Oberthür, 1879 — юг Амурской области, юг Хабаровского края (на север до Киселёвки), Приморский край; Северо-Восточный Китай, Корея, Япония.
- Pseudopsyche endoxantha Püngeler, 1914 — юг Амурской области, юг Хабаровского края (на север до окрестностей Хабаровска), Кунашир; Япония.
- Rhamnosa angulata Fixsen, 1887 — юг Приморского края.

## Галерея
Фотографии гусениц различных видов из семейства

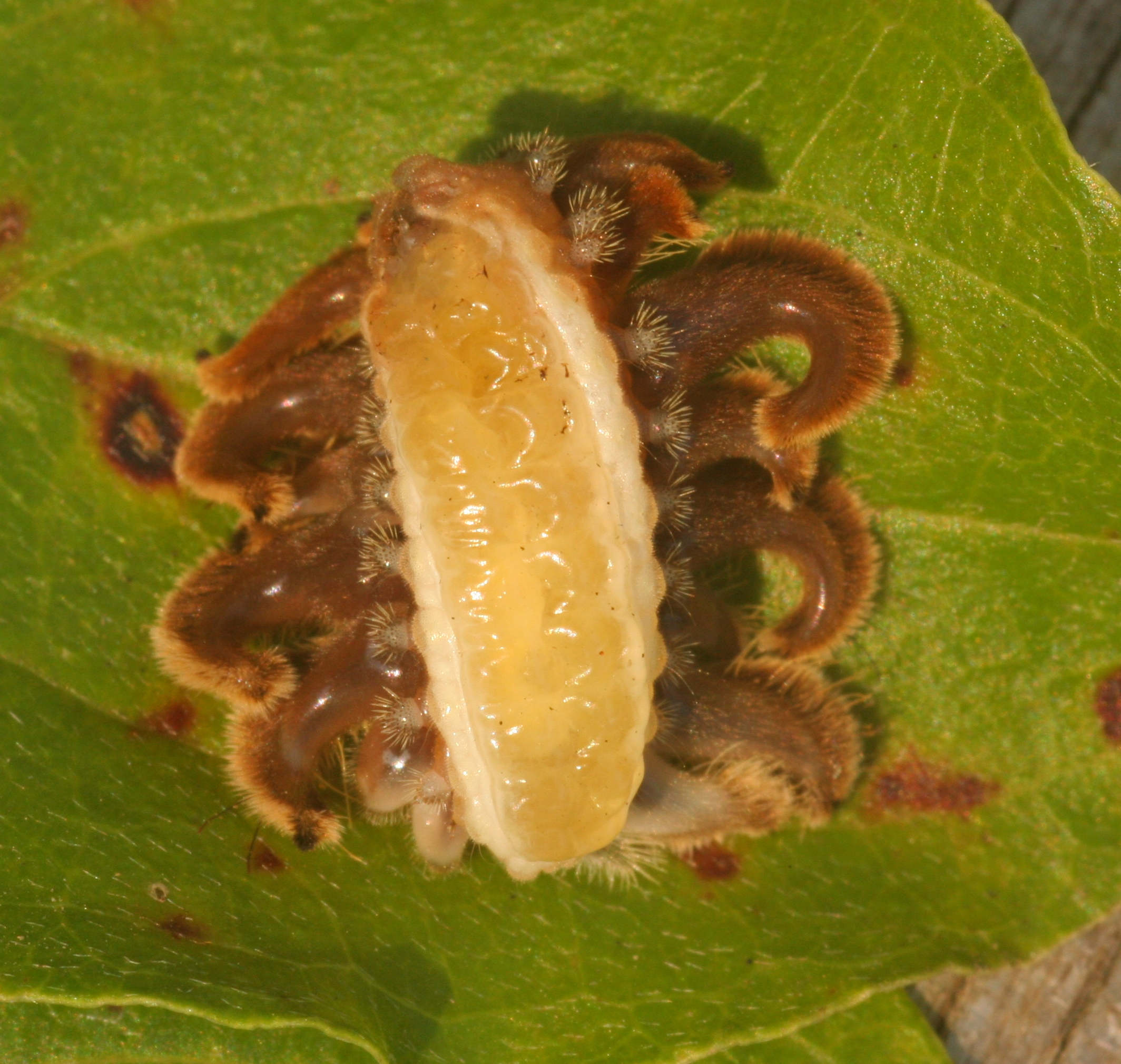
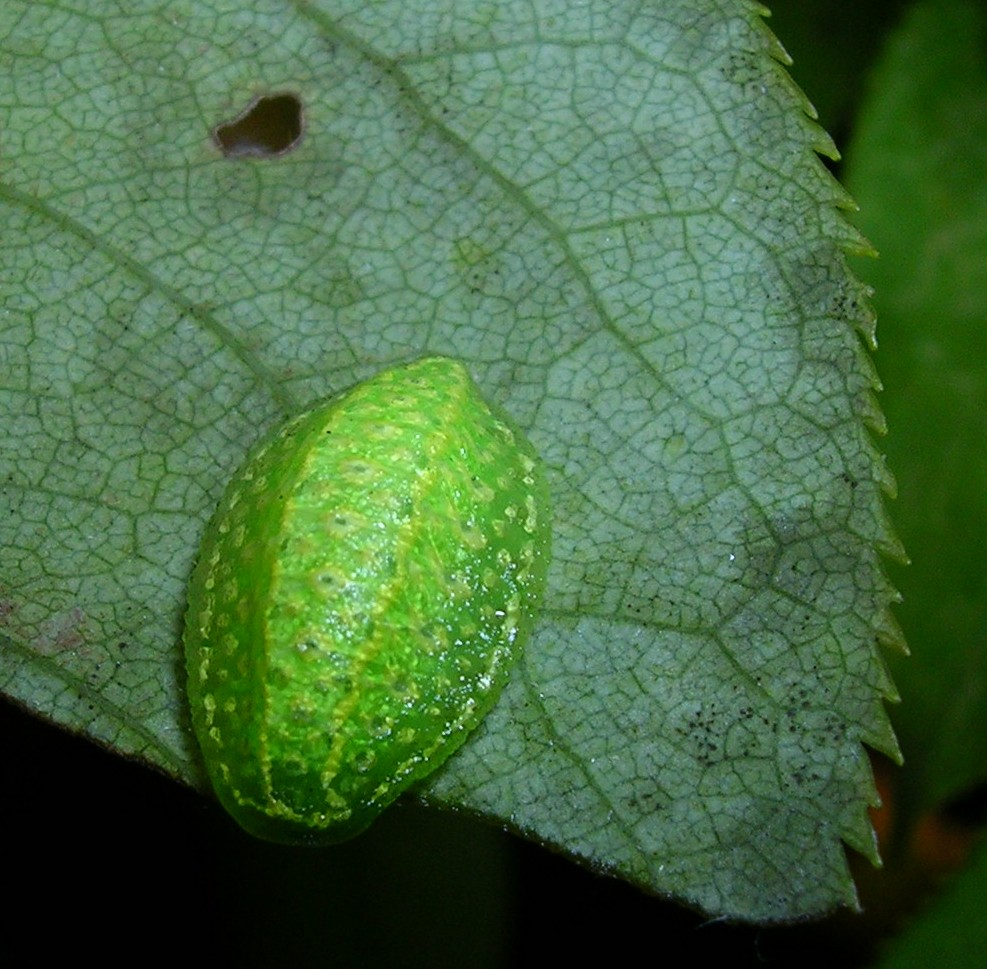
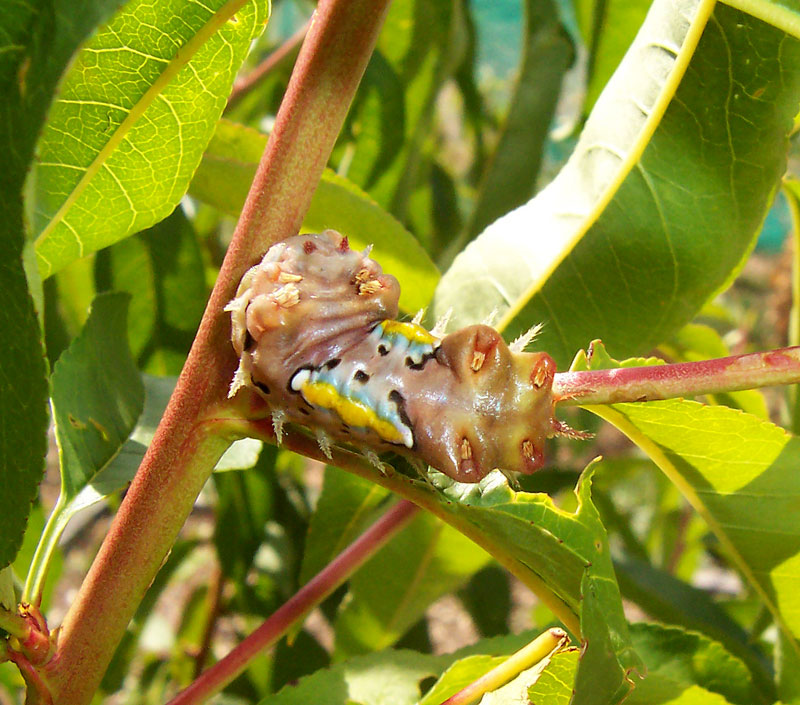
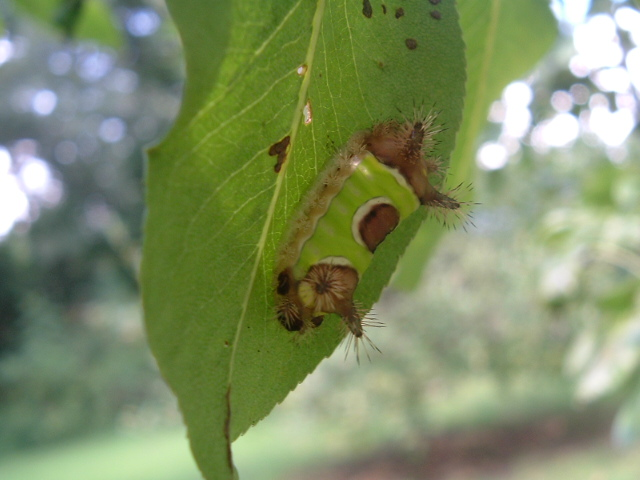
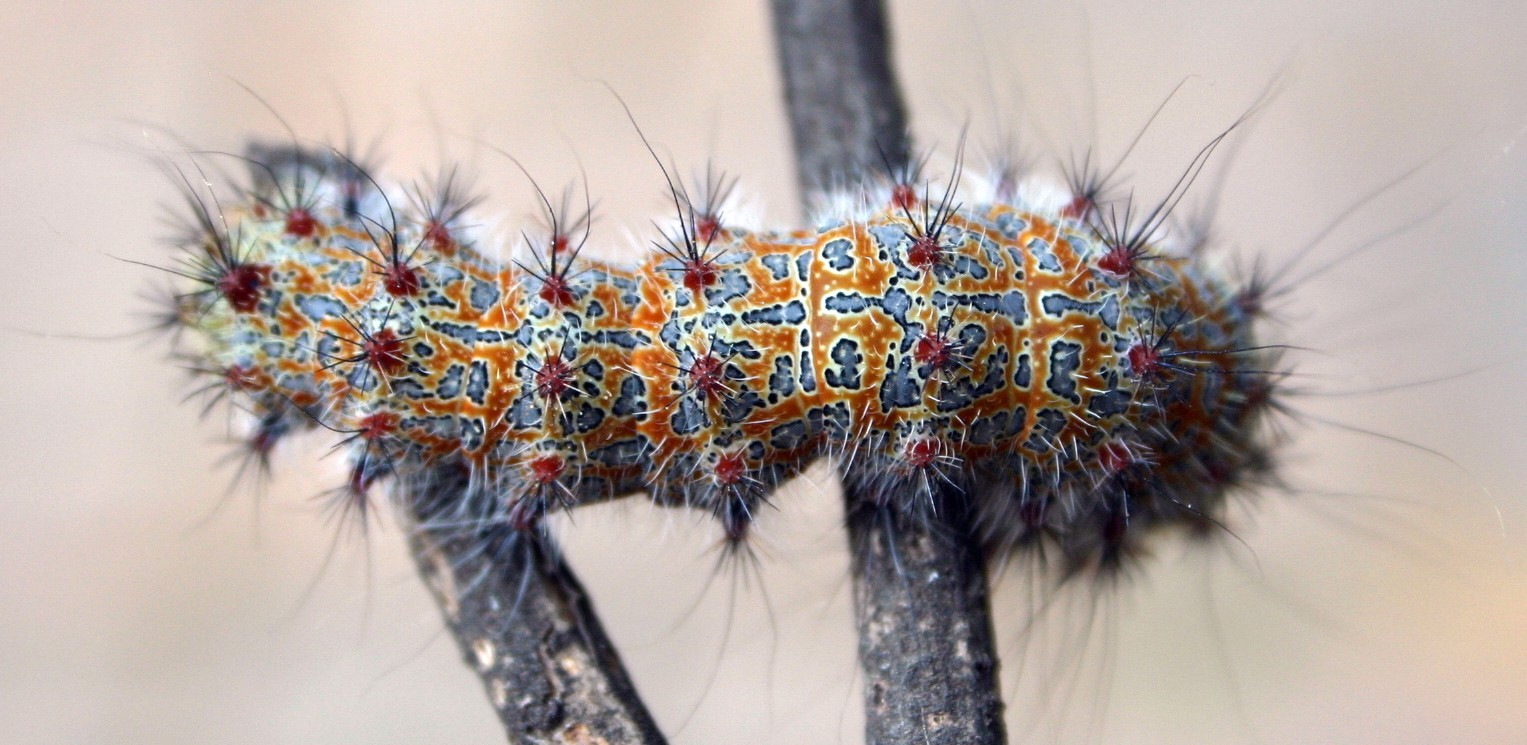
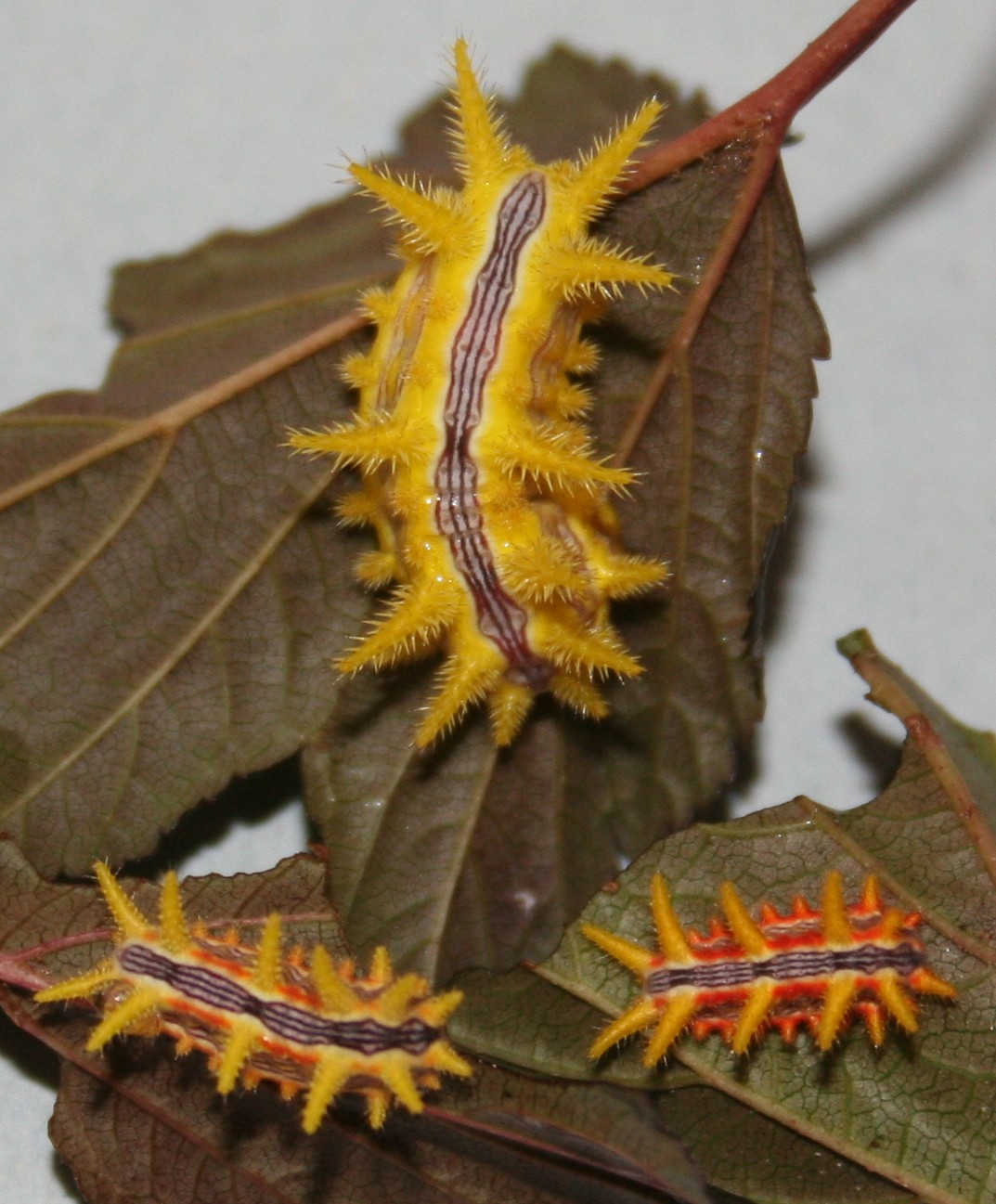
Parasa indetermina
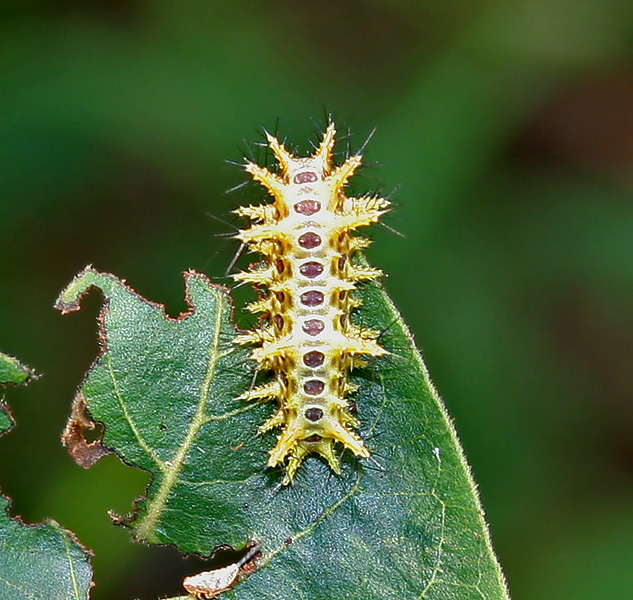